# Tomas Danilevičius
Tomas Danilevičius, född 18 juni 1978 i Klaipėda, är en litauisk före detta fotbollsspelare.

## Karriär

### Den tidiga karriären
Danilevičius inledde karriären i  Atlantas, men flyttade redan som artonåring till belgiska  storklubben Brügge. Efter att ha imponerat i först Dynamo Moskva och sedan i Lausanne, köpte Arsène Wengers Arsenal den då 22-årige anfallaren. Efter att ha gjort mål mot Barcelona i en vänskapsturnering, blev det bara två matcher i ligan för Danilevičius. I januari flyttade han ut till skotska Dunfermline, där det bara blev tre matcher under våren. Under sommaren återvände Danilevičius till Belgien, den här gången till Beveren, där han gjorde en bra säsong med tolv mål på 29 matcher.

### Livorno
Efter säsongen i  Beveren fick nyblivna Serie B-klubben Livorno upp ögonen för den storväxte centern och värvade honom. Under tre år i Livorno spelade Danilevičius 60 matcher för klubben, de flesta som inhoppare, och gjorde sju mål. Han var också med om att föra upp klubben i Serie A för första gången på 55 år.
Efter att ha tillbringat större delen av 2004-2005 på bänken lånades Danilevičius ut till Avellino i Serie C1 säsongen 2005-2006. Där exploderade Tomas målskytte och säsongen efter vara han tillbaka i Livorno som gjorde sig redo för Uefacup-spel. Danilevičius skrev för evigt in sig i Livornos historieböcker genom att göra klubbens första mål i europaspel någonsin mot österrikiska Pasching.

### Bologna
Efter att Livorno slagits ur Uefacupen fanns det inte längre plats för Danilevičius, som istället såldes på delägarskap till Bologna i januari 2007. Efter ett år i Bologna lånades Danilevičius vidare till Grosseto.

### Tillbaka i Livorno
När Livorno efter att ha åkt ur Serie A byggde ett nytt lag 2008 plockades Tomas tillbaka. Han spelade mycket av säsongen 2008-2009, men fick när klubben återvände till Serie A återigen agera inhoppare. Året efter var man tillbaka i Serie B, men Danilevičius hade svårt att ta en ordinarie plats. Trots det och trots den magra målskörden var han en uppskattad spelare bland såväl lagkamrater som fans och fick ofta vikariera som lagkapten. Under slutet av säsongen 2010-2011 svarade Danilevičius för en rad viktiga mål, när klubben så när nådde en playoffplats.

### Juve Stabia
Under sommaren löpte Danilevičius kontrakt med Livorno ut och efter att ha väntat en månad på ett nytt förslag skrev han istället på för Serie B-nykomlingen Juve Stabia. Danilevicius spelade en och en halv säsong för Juve Stabia i Serie B innan han 8 januari 2013 värvades av Latina i Lega Pro Prima Divisione.

### Latina
Danilevicius debuterade för sin nya klubb 13 januari borta mot Catanzaro och gjorde också sitt första mål för klubben i matchen som slutade 1-3 i Latinas favör.

### Parma
Under de sista åren av sin karriär tillhörde Danilevicius Parma. Han lånades dock ut till Nova Gorica i Slovenien säsongen 2013/2014. När kontraktet med Parma gick ut avslutade Danilevicius spelarkarriären .

## Landslag
Danilevičius gjorde sin första landskamp 1998 och sitt första mål mot Cypern i februari 2001. Han är Litauens bästa målskytt genom tiderna och har femte mest landskamper. Han är också lagkapten.

## Meriter
- Årets spelare i Litauen: 2

2006, 2007

## Efter karriären
Efter spelarkarriären bosatte sig Danilevicius i Lugano. Han arbetade med fastighetsaffärer och sade sig heja på Livorno efter sina många säsonger där.